# بلی ویر
بلی ویر (به بلغاری: Beli Vir) روستایی در بلغارستان است که در شهرستان چرنوچن واقع شده‌است. بلی ویر ۸٫۰۶۷ کیلومتر مربع مساحت و ۴۸۵ نفر جمعیت دارد.